# Хеленхан-Шеленберг
Хеленхан-Шеленберг (њем. Hellenhahn-Schellenberg) општина је у њемачкој савезној држави Рајна-Палатинат. Једно је од 192 општинска средишта округа Вестервалд. Према процјени из 2010. у општини је живјело 1.299 становника. Посједује регионалну шифру (AGS) 7143237.

## Географски и демографски подаци
Хеленхан-Шеленберг се налази у савезној држави Рајна-Палатинат у округу Вестервалд. Општина се налази на надморској висини од 460 метара. Површина општине износи 7,3 km². У самом мјесту је, према процјени из 2010. године, живјело 1.299 становника. Просјечна густина становништва износи 178 становника/km².